# 복 (수형도위)
복(福, ? ~ ?)은 전한 후기의 관료이다. ‘복’은 이름자로, 성씨는 알 수 없다.

## 행적
영광 4년(기원전 40년), 수형도위에 임명되었다.

## 출전
- 반고, 《한서》 권19하 백관공경표 下

| 전임 풍봉세 | 전한의 수형도위 기원전 40년 ~ 기원전 35년? | 후임 병우 |